# LostAlone
LostAlone é uma banda britânica da cidade de Derbyshire (Derby), que esteve na ativa desde 2005. A banda em seus últimos anos consistiu de Steven Battelle (vocalista, guitarrista, letrista, pianista), Alan Williamson (baixo, vocais de fundo) e Mark Gibson (baterista, percussionista e vocais de fundo).
Desde sua criação, LostAlone excursionou pelo Reino Unido e Europa continental, na maioria das vezes como banda de abertura de artistas consagrados como Evanescence, Enter Shikari, My Chemical Romance e 30 Seconds To Mars. Eles também fizeram participações em festivais como o Taste of Chaos, Give It a Name, Download Festival, Reading Festival, T in the Park, Oxegen Festival, Rock am Ring e Hit the Deck.
Eles receberam a sua maior indicação em uma premiação grande quando indicados para "Melhor Revelação Britânica" no Kerrang! Awards em 2007.
LostAlone teve três álbuns lançados: Say No to the World (2007),  I'm a UFO in This City (2012), e Shapes of Screams (2014).

## História

### Formação eSay No to the World(2005-2008)
O cantor e guitarrista Steven Battelle e o baterista Mark Gibson formaram o LostAlone, com o baixista Tom Kitchen em 2005, depois do Intentions of an Asteroid ter acabado. Gibson e Battelle então criaram seu próprio selo, Scorpia, para representar sua nova banda, e apoiar a produção e distribuição de seus subsequentes singles e lançamentos de álbum  O álbum de estréia Say No to the World, foi lançado dia 11 de Março de 2007. Ele rendeu três singles: "Blood Is Sharp", "Unleash the Sands of All Time", ambos lançados em 2006, e "Elysium", de 2007.

### I'm a UFO in This City(2009–2012)
LostAlone assinou contrato com a gravadora Sire Records (dos EUA), em dezembro de 2009, depois de passar a maior parte do ano escrevendo o que seria o segundo álbum. Durante maio de 2010, a banda gravou em Los Angeles, com produtores aclamados como Jacknife Lee (Weezer, U2, R.E.M.) e Greg Wells (Mika, Deftones, Katy Perry),  e o produtor executivo Gerard Way (My Chemical Romance) e os engenheiros Alan Moulder (Smashing Pumpkins, Nine Inch Nails, Foo Fighters) e Mark Needham (The Killers, Fleetwood Mac, My Chemical Romance). Devido a mudanças pessoais, o LostAlone foi liberto de seu contrato com  o selo da Warner Music Group, assim como direitos criativos  do seu álbum, I'm a UFO in This City. No dia 13 de Fevereiro de 2011, a banda lançou a faixa "Paradox on Earth", do então futuro álbum, em download gratuito. O primeiro single oficial foi "Do You Get What You Pray For?", lançado dia 5 de Fevereiro de 2012, seguido do lançamento do álbum, via Graphite Records, no dia 5 de Março. O segundo single, "Love Will Eat You Alive" foi lançado no dia 1 de Abril, com seu video clipe estreando dia 27 de Fevereiro. "Love Will Eat You Alive" foi executada e listada na BBC Radio 1.
O terceiro single, "Paradox on Earth", lançado dia 10 de Junho, teve um vídeo gravado em Berlim, e apareceu na play list da Mtv Rocks, Kerrang e Scuzz TV. Steven foi nomeado na Kerrang! como um dos 50 maiores rockstars no mundo hoje, na edição de 4 de julho 2012.[carece de fontes?] Em julho de 2012, a banda cedeu para download gratuito a faixa demo "Everybody Dies But the World's Still Turning".
Em 14 de Setembro, o vídeo para a faixa "Vesuvius" foi estreado no site da Kerrang!, juntamente com detalhes do Double A-side single "Vesuvius"/"Creatures", lançados em Novembro. Em 5 de Novembro, a Kerrang! fez a estreia do vídeo para a faixa "Creatures".
Em 16 de Dezembro, a banda lançou um single de Natal, intitulado "I Want Christmas Always", via iTunes.

### Shapes of Screams(2014-atualmente)
No dia 8 de Março de 2013, a banda abriu uma campanha no site Pledge, para que os fãs ajudassem no financiamento do terceiro álbum de estúdio, por meio de mercadorias, itens exclusivos, vindos direto das mãos da banda, oportunidade de ter a banda tocando em sua própria casa, show exclusivo e a pré-venda do disco.
O single e vídeo "The Bells! The Bells!!" foram lançados no dia 11 de Novembro de 2013, sendo o single disponível para download gratuito no site oficial. 
LostAlone anunciou oficialmente o seu terceiro álbum de estúdio, Shapes of Screams no dia 13 de Fevereiro de 2014. A data de lançamento foi prevista para o dia 7 de abril de 2014 via Graphite Records.

## Turnês
LostAlone já entrou em turnês no Reino Unido e na Europa, apoiando várias bandas, as mais notáveis sendo 30 Seconds to Mars, Enter Shikari, Paramore, My Chemical Romance. Eles também excursionaram constantemente no Reino Unido e Europa como ato principal.
O primeiro show deles foi em Derby, no dia 30 de Janeiro de 2005.
A banda também apareceu em várias line ups principais, incluindo os festivais europeus Taste Of Chaos, Give It A Name, Download, Reading, T In The Park, Oxegen, Rock Am Ring e Hit the Deck. Say No To The World ganhou uma tour headline na epoca de seu lançamento. Em 2008 eles começaram com cinco datas de headline na Finlandia, com Wiidakko, logo depois, foram a banda de abertura principal para o 30 Seconds to Mars, no Reino Unido. Em fevereiro, a banda entrou em tour de novo com Paramore, depois de anunciarem que eles iriam dar um tempo de tour, e retornarem aos ensaios, para escrever o segundo álbum. A banda entrou em turnê como banda de abertura para o 30 Seconds To Mars novamente em 2010, e deram suporte ao My Chemical Romance em 2011, junto com The Blackout, logo depois em fevereiro e abril eles entraram em tour com My Passion. Em 2012, o LostAlone começou com 35 datas de suporte (junto com Mojo Fury), pra banda InMe, seguido de um show esgotado em Derby, no dia 7 de Abril (em The Victoria Inn), antes de embarcarem para uma tour headline européia, dessa vez com InMe como o seu suporte. Outras 5 datas foram anunciadas em Maio. A banda retornou para a Europa central em Setembro, para uma série de shows com a banda australiana Tonight Alive, a tour então retornou pro Reino Unido, e percorreu por todo o país. Em novembro de 2012, a banda tocou quatro shows nível arena, em apoio ao Evanescence, junto com The Used. A turnê visitou Nottingham, Manchester, Birmingham e Londres.

## Integrantes

### Formação atual
- Steven Battelle — vocal, violão, piano (2005-presente)
- Mark Gibson — bateria, vocal de apoio(2005-presente)
- Alan Williamson — baixo, violão, vocal de apoio (2009-presente)

### Ex-integrantes
- Tom Kitchen — baixo (2005-2009)

## Discografia
Álbuns de estúdio
| Ano  | Álbum                  |
| 2006 | Say No to the World    |
| 2012 | I'm a UFO in This City |
| 2014 | Shapes of Screams      |

Álbuns à Parte
- Light the Waves
- Honey and Burlesque

Singles
- "Blood Is Sharp" (2006)
- "Unleash the Sands of All Time" (2006)
- "Elysium" (2007)
- "Do You Get What You Pray For?" (2012)
- "Love Will Eat You Alive" (2012)
- "Paradox on Earth" (2012)
- "Vesuvius" (2012)
- "Creatures" (2012)
- "I Want Christmas Always" (2012)
- "The Bells! The Bells!!" (2013)
- "Scarlet Letter Rhymes" (2014)

## Premiações e Nomeações
Kerrang! Awards 2007
LostAlone foi indicado na categoria Melhor Revelação Britânica, junto com Gallows (vencedores), Kids in Glass Houses, The Ghost of a Thousand e You Me at Six.